# Referendum costituzionale in Armenia del 2015
Il referendum costituzionale in Armenia del 2015 si è svolto il 6 dicembre. Le modifiche proposte alla Costituzione dell'Armenia intendevano modificare l'ordinamento politico del paese dal sistema semi-presidenziale al sistema parlamentare, a partire dal successivo turno di elezioni politiche del 2017/2018.
Il referendum ha ottenuto un'affluenza del 50,8% degli elettori (superando il quorum richiesto del 33%) e il quesito è stato approvato dal 66,2% dei votanti.
Gli oppositori alla nuova costituzione, che la considerano un mezzo per mantenere il potere da parte del presidente Serzh Sargsyan dopo la conclusione del suo secondo ed ultimo mandato, hanno denunciato che violenze, coercizioni e brogli elettorali avrebbero falsato il risultato elettorale finale.

## Premesse
Dopo essere stato elaborato dalla Commissione specializzata sulle riforme costituzionali, le modifiche proposte alla Costituzione armena sono state inviate all'Assemblea Nazionale il 21 agosto 2015. Il successivo 5 ottobre, l'Assemblea Nazionale ha approvato, con 104 voti favorevoli, 10 contrari e 3 astenuti, l'indizione di un referendum costituzionale confermativo. Il Partito Repubblicano d'Armenia, la Federazione Rivoluzionaria Armena e Armenia Prosperosa hanno votato a favore, mentre il Congresso Nazionale Armeno e Patrimonio hanno votato contro. I tre astenuti erano membri del partito Governo della Legge, mentre altri 2 membri del partito hanno votato contro la proposta.
Il presidente della Commissione di Venezia, Gianni Buquicchio, ha dichiarato: "Credo che con questa ultima modifica - la nuova costituzione - l'Armenia stia facendo un passo in avanti."

## Modifiche proposte
Il pacchetto di riforme costituzionali proposte ha abolito le elezioni presidenziali dirette, sostituite dall'elezione del Presidente dell'Armenia da parte dell'Assemblea Nazionale.
Il mandato del Presidente è stato prolungato da cinque a sette anni e il potere esecutivo è stato trasferito al Primo Ministro.
Il numero dei seggi parlamentari è stato ridotto da 131 a 101.

## Critiche
Il referendum è stato soprannominato "il progetto di Sargsyan" dai critici della nuova costituzione, in quanto consentirebbe al presidente in carica Serž Sargsyan di rimanere de facto al potere dopo il termine del suo secondo ed ultimo mandato, nel caso in cui il Partito Repubblicano vincesse le prossime elezioni. Il leader di Patrimonio, Raffi Hovannisian, ha affermato che la proposta di riforma costituzionale avrà l'effetto di istituire un regime monopartitico in Armenia. Vahagn Khachatryan, membro del Congresso nazionale armeno ed ex sindaco di Erevan, ha dichiarato: "Questo [nuova] Costituzione non risolverà i nostri problemi, ma li complicherà ulteriormente. Questa Costituzione non sarà nell'interesse né dello Stato [armeno], né dei cittadini".

## Posizione dei partiti politici parlamentari
Favorevoli
- Partito Repubblicano d'Armenia (RPA-HHK)
- Armenia Prospera (PAP-BHK)

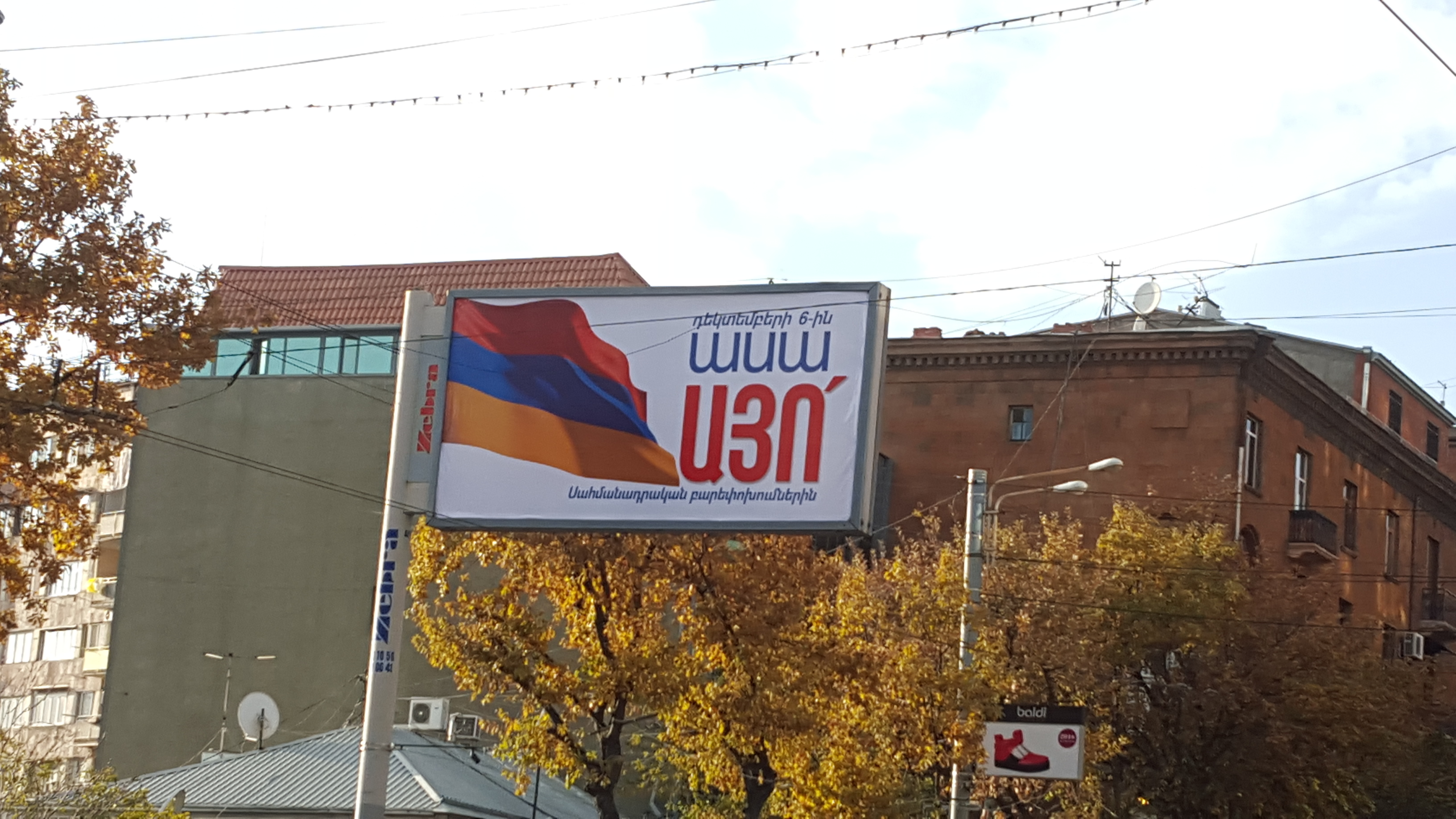
Manifesto elettorale a favore del referendum costituzionale ad Erevan

- Federazione Rivoluzionaria Armena (ARF-Dashnaktsutyun)[13]

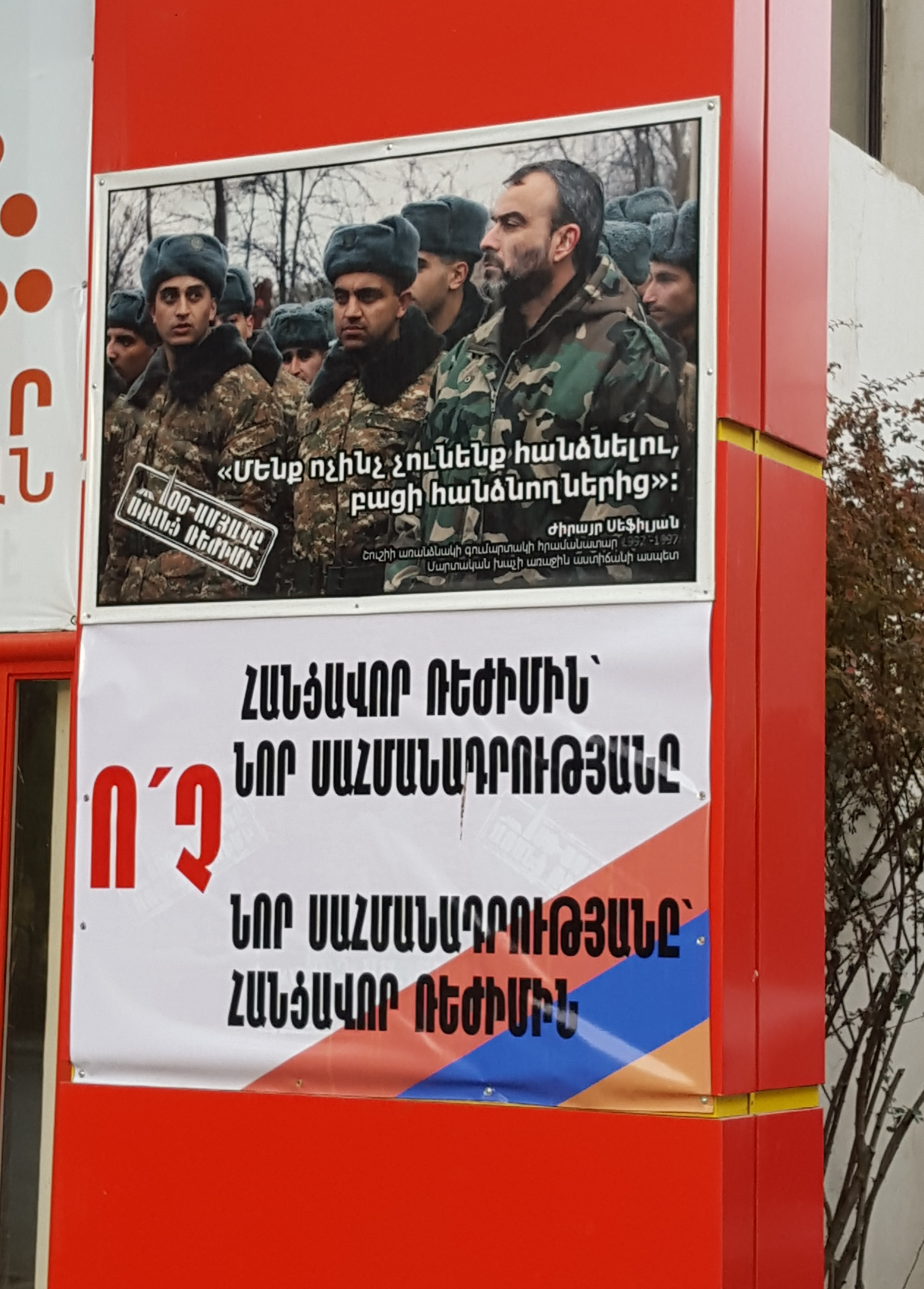
Poster dell'organizzazione antigovernativa Jirair Sefilian: "No alla nuova costituzione del regime criminale"

Contrari
- Congresso Nazionale Armeno (ANC)[14]
- Patrimonio[11]
- Governo della Legge[15]

### Partiti minori (extra-parlamentari)
Favorevoli
- Movimento Nazionale Pan-armeno[16]
- Partito Comunista Armeno[17]
- Partito Liberale di Ramkavar[18]
- Partito Socialdemocratico Hunchakian[19]

Contrari
- Unione per l'autodeterminazione nazionale[20]
- Hayazn[21]

### Personalità
Contrari
- Robert Kocharyan, secondo Presidente dell'Armenia (1998-2008)[22]
- Hrant Bagratyan, economista, ex Primo Ministro (1993-96)[23]
- Jirair Sefilian, veterano della guerra del Nagorno-Karabakh, attivista politico[24]
- Vartan Oskanian, ex Ministro degli Esteri (1998-2008)[9]
- Ara Papian, diplomatico, ex deputato[25]
- Paruyr Hayrikyan, dissidente sovietico, attivista politico e ex membro del parlamento[20]

## Sondaggi pre-elettorali
| Data                 | Agenzia                                                                | Sì    | No    |
| -------------------- | ---------------------------------------------------------------------- | ----- | ----- |
| 24 novembre 2015     | Advanced Public Research                                               | 35,8% | 31,8% |
| 10–21 settembre 2015 | Gallup Internatiоnal Archiviato l'8 dicembre 2015 in Internet Archive. | 29,1% | 26,1% |

## Svolgimento
Levon Zourabian, che ha guidato la campagna per il "No", ha denunciato il verificarsi di "casi di voti di massa fraudolenti, violenze, pressioni e compravendita di voti". La Piattaforma Europea per le elezioni democratiche ha riportato "un numero senza precedenti di violazioni". Al contrario, gli osservatori russi hanno riportato che non ci sono state violazioni né incidenti durante le votazioni.

## Risultati
| Scelta               | Voti      | %     |
| -------------------- | --------- | ----- |
| Sì                   | 825.851   | 66,20 |
| No                   | 421.600   | 33,80 |
| Schede bianche/nulle | 53.332    |       |
| Totale               | 1.303.466 | 100   |
| Elettori/affluenza   | 2.567.047 | 50,78 |

### Reazioni
Zourabian ha boicottato la sessione parlamentare del giorno seguente, e centinaia di manifestanti contro la nuova costituzione ha dimostrato a Yerevan. L'Assemblea parlamentare del Consiglio d'Europa ha ritenuto che la scarsa affluenza al voto è dovuta alla nuova costituzione sia nell'interesse del governo, piuttosto che della popolazione e dichiarati quello che ha visto come una mancanza di dibattito pubblico che precede il voto.
Nessuna di queste accuse sono stati sostenuti dagli osservatori elettorali russi.